# Alessandro Mazzoli
Alessandro Mazzoli (Frosinone, 11 giugno 1972) è un politico italiano, presidente della Provincia di Viterbo dal 2005 al 2010, deputato per il Partito Democratico.

## Biografia
Maturità scientifica, sposato, ha frequentato la facoltà di Agraria presso l'Università della Tuscia di Viterbo. Dal 1993 al 1997 è stato segretario provinciale della Sinistra Giovanile di Viterbo, responsabile dell'organizzazione della federazione dei Democratici di Sinistra e, dal 2000, segretario provinciale del partito, incarico confermatogli nei congressi del 2001 e del 2005.
È stato eletto presidente della provincia di Viterbo alle elezioni amministrative del 2005, ottenendo il 36,07% al primo turno alla guida di una coalizione di centrosinistra contro il candidato di centrodestra Francesco Battistoni (49,64%) e ribaltando poi l'esito della votazione al ballottaggio raccogliendo il 52,34% dei voti contro il 47,66% dello sfidante. Era sostenuto in Consiglio provinciale da una maggioranza costituita da Partito Democratico, PRC, SDI-UDEUR-IDV e Comunisti Italiani.Il mandato amministrativo è scaduto nel marzo 2010.
Il 31 luglio 2009 annuncia la sua candidatura per la segreteria regionale del Partito Democratico del Lazio, quale espressione locale della mozione a favore di Pier Luigi Bersani, ed è stato eletto segretario regionale del Partito Democratico in Lazio.
Alle elezioni politiche del 2013 viene candidato ed eletto alla Camera dei deputati nella lista del Partito Democratico nella circoscrizione Lazio 2.
Alle elezioni politiche del 2018 viene candidato alla Camera nel collegio uninominale Lazio - 05 (Viterbo) per la coalizione di centro-sinistra in quota Partito Democratico: ottiene il 19,85% dei voti ma non viene eletto, giunge infatti terzo dietro all'esponente del centrodestra in quota Forza Italia Francesco Battistoni (39,86%) e al candidato del Movimento 5 Stelle Alberto Cozzella (32,30%).
Alle elezioni politiche anticipate del 25 settembre 2022 viene candidato per il Senato nel collegio uninominale Lazio - 01 (Viterbo) per il centro-sinistra ottenendo il 21,59% e venendo sconfitto da Claudio Durigon (52,03%), che prende più del doppio dei suoi voti.